# Fourth Dimension
Fourth Dimension è il quarto album della band power metal finlandese Stratovarius. Il disco segna il debutto alla voce di Timo Kotipelto,  al posto di Timo Tolkki, che passa alle chitarre in via definitiva per i prossimi 7 album. 

## Tracce
1. Against the Wind – 3:48
2. Distant Skies – 4:10
3. Galaxies – 5:00
4. Winter – 6:32
5. Stratovarius – 6:22
6. Lord of the Wasteland – 6:11
7. 030366 – 5:46
8. Nightfall – 5:09
9. We Hold the Key – 7:53
10. Twilight Symphony – 6:59
11. Call of the Wilderness – 1:30

## Formazione
- Timo Kotipelto - voce
- Timo Tolkki - chitarra
- Jari Kainulainen - basso
- Antti Ikonen - tastiera, chitarra
- Tuomo Lassila - batteria